# Schoorlse Duinen
Schoorlse Duinen este o arie protejată (arie specială de conservare — SAC, sit de importanță comunitară — SCI) din Țările de Jos întinsă pe o suprafață de 1.737 ha, integral pe uscat.

## Localizare
Centrul sitului Schoorlse Duinen este situat la coordonatele 52°41′54″N 4°39′45″E / 52.6982°N 4.6625°E.

## Înființare
Situl Schoorlse Duinen a fost declarat sit de importanță comunitară în decembrie 1996 pentru a proteja . Situl a fost protejat și ca arie specială de conservare în februarie 2010.

## Biodiversitate
Situată în ecoregiunea atlantică, aria protejată conține 10 habitate naturale: Dune mobile cu vegetație embrionară, Dune mobile de-a lungul țărmului cu Ammophila arenaria („dune albe”), Dune de coastă fixe cu vegetație erbacee („dune gri”), Dune fixe decalcificate cu Empetrum nigrum, Dune fixe decalcificate atlantice (Calluno-Ulicetea), Dune cu Hyppophaë rhamnoides, Dune cu Salix repens ssp. argentea (Salicion arenariae), Dune împădurite din regiunile atlantică, continentală și boreală, Depresiuni intradunale umede, Cursuri de apă de la nivel de câmpie la nivel montan, cu vegetație Ranunculion fluitantis și Callitricho-Batrachion.
La baza desemnării sitului se află un număr nedeclarat de specii protejate: